# 重德
重德（1229年）为中国南宋时期起事者廖森的年号，前后共1年。

## 公元纪年对照表
| 重德 | 元年   |
| ---- | ------ |
| 公元 | 1229年 |
| 干支 | 己丑   |

## 同期存在的其他政权年号
- 中國
  - 紹定（1228年－1233年）：南宋—宋理宗趙昀之年號
  - 正大（1224年－1231年）：金朝—金哀宗完颜守绪之年號
  - 大同（1224年－1233年）：金朝時期—蒲鮮萬奴之年號
  - 仁壽（1227年－1238年）：大理—段智祥之年號
- 越南
  - 建中（1226年－1232年）：陳朝—陳太宗陳日煚之年號
- 日本
  - 安貞（1228年－1229年）：後堀河天皇之年号
  - 寬喜（1229年－1232年）：後堀河天皇之年号

## 深入閱讀
- 李崇智. . 北京: 中華書局. 2004年12月. ISBN 7101025129.
- 鄧洪波. . 臺北: 國立臺灣大學東亞經典與文化研究計劃. 2005年3月  [2021-11-22]. ISBN 9789860005189. （原始内容 (pdf)存档于2007-08-25）.